# Etheostoma nigripinne
Etheostoma nigripinne är en fiskart som beskrevs av Braasch och Mayden, 1985. Etheostoma nigripinne ingår i släktet Etheostoma och familjen abborrfiskar. Inga underarter finns listade i Catalogue of Life.